# Psychoda dissidens
Psychoda dissidens és una espècie d'insecte dípter pertanyent a la família dels psicòdids.

## Descripció
- La femella fa 1,08 mm de llargària a les antenes, mentre que les ales li mesuren 1,92-2,40 de longitud i 0,80-1,00 d'amplada.
- El mascle no ha estat encara descrit.[2]

## Distribució geogràfica
Es troba a Nova Guinea.